# Namakwa
Namakwa (officieel Namakwa Distriksmunisipaliteit) is een district in Zuid-Afrika. Namakwa ligt in de provincie Noord-Kaap en telt 115.842 inwoners. Een groot deel van het district wordt door de regio Namakwaland bedekt.

## Gemeenten in het district[4]
- Hantam
- Kamiesberg
- Karoo Hoogland
- Khâi-Ma
- Nama Khoi
- Richtersveld